# Richard Baker
Pour les articles homonymes, voir Richard Baker (homonymie) et Baker.
Richard Baker, de son nom complet L. Richard Baker III, est un romancier, concepteur de jeu de rôle, né le 1er octobre 1966.

## Biographie et carrière
Richard Baker a grandi sur la côte de Jersey avant d’être diplômé de la Virginia Tech University. Il s’est ensuite engagé dans l'US Navy où il a servi entre autres, comme Officier de pont sur l’USS Tortuga et a reçu la qualification d’officier de combat de surface.
Depuis qu’il a rejoint TSR en 1991, Rich a participé à la majorité des gammes de produits de la firme. Il a remporté l’Origins Award du meilleur supplément de jeu de rôle en 1995 pour Birthright.
Après plusieurs déménagements dus notamment à son service dans la Navy, c'est maintenant dans l’État de Washington que vit Rich avec sa femme Kim, leurs deux filles Alex and Hannah et leurs chats.
Richard est fan de l’âge d’or de la science-fiction et de l’équipe de baseball les Phillies de Philadelphie.
Il est au premier rang des designers de Wizards of the Coast pour les produits de base Donjons et Dragons, 3e et 4e édition et les produits de la gamme « Royaumes oubliés » ainsi que l’auteur de plusieurs romans qui se déroulent à Féérune.
Richard est également l’un des principaux designers du jeu de bataille navale de la Seconde Guerre Mondiale sur plateau « Axis and Allies: War at Sea » et a aussi participé à l’élaboration de plus de 70 produits, parmi lesquels Alternity.
Rich répond également aux questions des fans sur les forums de Wizards.com et de Candlekeep.com (adresses en bas de page).

### Les livres et modules de jeuDonjons et Dragons
- Martial Power 2: A 4th Edition D&D Supplement - 2010
- Draconomicon 2: Metallic Dragons: A 4th Edition D&D Supplement avec Ari Marmell, David Noonan, and Robert - 2009
- Divine Power: A 4th Edition D&D Supplement avec Rob Heinsoo, Logan Bonner et Robert J. Schwalb - 2009
- Manual of the Planes avec Rob Heinsoo, and James Wyatt - 2008
- H2 Thunderspire Labyrinth avec Mike Mearls - 2008
- P1 King of the Trollhaunt Warrens avec Logan Bonner - 2008
- Cormyr: The Tearing of the Weave avec Bruce R. Cordell, David Noonan, Matthew Sernett, and James Wyatt - 2007
- Shadowdale: The Scouring of the Land avec Eric L. Boyd, Thomas M. Reid - 2007
- Red Hand of Doom avec James Jacobs - 2006
- Tome of Battle: The Book of Nine Swords avec Matt Sernett, Frank Brunner - 2006
- Stormwrack: Mastering the Perils of Wind and Wave avec Joseph D. Carriker, Jennifer Clarke-Wilkes - 2005
- Lords of Madness: The Book of Aberrations avec James Jacobs, Steve Winter - 2005
- Lost Empires of Faerûn, avec Ed Bonny et Travis Stout – 2005
- Players guide to Faerûn avec James Wyatt - 2004
- Complete Arcane - 2004
- Complete Arcane: A Player's Guide to Arcane Magic for all Classes - 2004
- Unapproachable East, avec Matt Forbeck et Sean K Reynolds – 2003
- The Forge of Fury  - 2000
- Player's Option: Spells & Magic - 1997
- World Builder's Guidebook  - 1996
- Player's Option: Spells & Magic  avec Skip Williams, and Thomas Reid - 1995
- Birthright Campaign Setting  avec Colin McComb, Sue, and Jeff Easley - 1995
- Eternal Boundary  avec Georgia S. Stewart - 1994
- The Dalelands - 1993
- Rock of Bral (Spelljammer) - 1992

### RomansRoyaumes oubliés
The Last Mythal
- Forsaken House (2004)
- Farthest Reach (2005)
- Final Gate (2006)

Blades of the Moonsea
- Swordmage (2008)
- Corsair (2009)
- Avenger (Mars 2010)

La Guerre de la reine-araignée
- Les fosses démoniaques (2005), Condemnation (2003)

La Séquence des cités
- Le nid des corbeaux (2003), The City of Ravens (2000)

Double Diamant
- Trahisons (1998), Easy Betrayals (1998)

Autres
- l'histoire The Bladesinger's Lesson, dans Realms of the Elves- 2006
- l'histoire Serpestrillvyth, dans Realms of the Dragons - 2004
- The Shadow Stone (1998)